# Håkon Bleken
Håkon Bleken, född 9 januari 1929 i Trondheim, död 21 januari 2025 i Trondheim, var en norsk konstnär. Bleken arbetade mest med teckning och måleri. Tidigt i karriären räknades Bleken till de abstrakta målarna. Gradvis tog det figurativa uttrycket över. Ett tema som återkommer i Blekens produktion är människans lidande.